# ستون ۱۴
ستون ۱۴ فیلمی در ژانر اجتماعی به کارگردانی و نویسندگی امیرحسین همتی و تهیه‌کنندگی علیرضا قاسم‌خان محصول سال ۱۴۰۰ است.

## عوامل
فیلم ستون 14 به کارگردانی امیرحسین همتی و بازیگری میترا حجار، روزبه حصاری، میلاد رحیمی و مهسا باقری است که قرار است در پلتفرم‌های آنلاین پخش گردد. مالک این فیلم حمیدرضا اسکندری است و علیرضا قاسم خان تهیه‌کنندگی آن را برعهده داشته است. این فیلم اولین فیلم به کارگردانی امیرحسین همتی است.